# Policheta
Policheta är ett släkte av tvåvingar. Policheta ingår i familjen parasitflugor.
Kladogram enligt Catalogue of Life och Dyntaxa:
| Policheta | \| \| Policheta crassisetosa \| \| \| \| \| \| Policheta crassispinosa \| \| \| \| \| \| Policheta unicolor \| \| \| \| |
|           | \| \| Policheta crassisetosa \| \| \| \| \| \| Policheta crassispinosa \| \| \| \| \| \| Policheta unicolor \| \| \| \| |
|           | Policheta crassisetosa                                                                                                  |
|           | |
|           | Policheta crassispinosa                                                                                                 |
|           | |
|           | Policheta unicolor |
|           | |